# Süpplingenburg
Süpplingenburg là một đô thị của huyện Helmstedt, Lower Saxony, Đức. Đô thị này có diện tích 14,3 km². Đô thị này thuộc đô thị tập thể (Samtgemeinde) Nord-Elm.

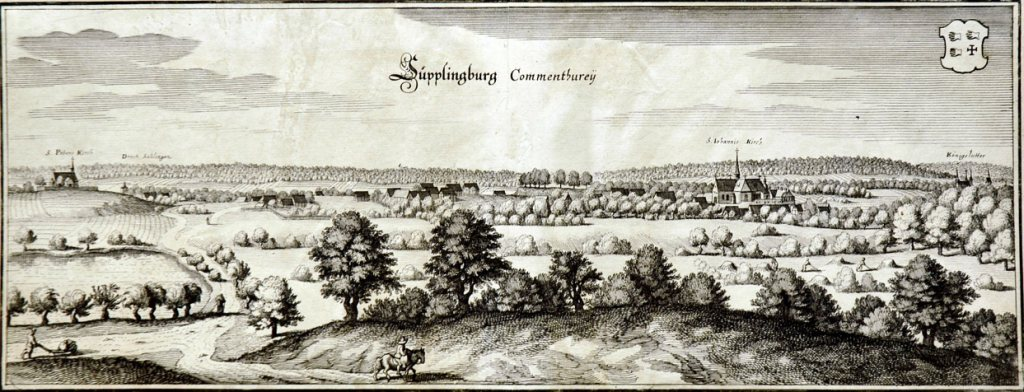
Süpplingburg Commenthurey, chạm khắc bởi Matthäus Merian, khoảng năm 1650